# Kim Jong-hyun (atirador esportivo)
Kim Jong-Hyun (Gwangju, 21 de julho de 1984) é um atirador olímpico coreano, medalhista olímpico.

## Carreira

### Jogos Olímpicos
Kim Jong-hyun representou a Coreia do Sul nas Olimpíadas de 2012, onde conquistou a medalha de prata na carabina em três posições. Quatro anos depois, nas Olimpíadas de 2016, voltou a conquistou uma medalha de prata, dessa vez na prova da carabina deitado 50 m.